# سيلفي هينروتين بيرنير
سيلفي هينروتين بيرنير هي غطاسة كندية، ولدت في 31 يناير 1964 في مدينة كيبك في كندا.

## وصلات خارجية
- سيلفي هينروتين بيرنير على موقع الاتحاد الدولي للسباحة (الإنجليزية)
- سيلفي هينروتين بيرنير على موقع قاعة مشاهير السباحة العالمية (الإنجليزية)
- سيلفي هينروتين بيرنير على موقع اللجنة الأولمبية الدولية (الإنجليزية)
- سيلفي هينروتين بيرنير على موقع أوليمبيديا (الإنجليزية)
- سيلفي هينروتين بيرنير على موقع اللجنة الأولمبية الكندية (الإنجليزية)
- سيلفي هينروتين بيرنير على موقع اتحاد ألعاب الكومنولث (مؤرشف) (الإنجليزية)
- سيلفي هينروتين بيرنير على موقع قاعة كندا للمشاهير الرياضية (الإنجليزية)
- سيلفي هينروتين بيرنير على موقع قاعة كيبيك للمشاهير الرياضية (الفرنسية)